# مارسيل شيد
مارسيل شيد (بالألمانية: Marcel Schied)‏ (28 يوليو 1983 بفايسنفلس في ألمانيا - ) هو لاعب كرة قدم ألماني (وحمل سابقاً جنسية ألمانيا الشرقية) في مركز الهجوم. شارك مع منتخب ألمانيا تحت 19 سنة لكرة القدم ومنتخب ألمانيا تحت 20 سنة لكرة القدم ومنتخب ألمانيا تحت 21 سنة لكرة القدم. أما مع النوادي، فقد لعب مع آينتراخت براونشفايغ وكارل زايس يينا وهانزا روستوك وهولشتاين كيل ونادي أونترهاخينغ ونادي أوسنابروك وTSG Neustrelitz ‏.

## روابط خارجية
- مارسيل شيد على موقع قاعدة بيانات كرة القدم.إي يو (الإنجليزية)
- مارسيل شيد على موقع بيانات كرة القدم. دي إي (الألمانية)
- مارسيل شيد على موقع عالم كرة القدم.نت (الإنجليزية)